# Manabu Ishibashi
Manabu Ishibashi (石橋学?, Ishibashi Manabu; Sannohe, 30 novembre 1992) è un ciclista su strada giapponese che corre per il JCL Team Ukyo. Attivo tra gli Elite dal 2013, ha partecipato al Giro d'Italia 2015.

## Palmarès

### Strada
- 2014 (Vini Fantini-Nippo, una vittoria)

Campionati giapponesi, Prova a cronometro Under-23

## Piazzamenti

### Grandi Giri
- Giro d'Italia

2015: ritirato (9ª tappa)